# Formica sanguinea
Formica sanguinea és una espècie de formiga de la subfamília dels formicins (Formicinae) distribuida per Europa central, Europa del Nord i Rússia fins al Japó, la Xina i Corea, Àfrica i els Estats Units. Secretar àcid fòrmic com a mecanisme de defensa. És una espècie esclavista presente en la península Ibèrica.

## Característiques
Aquesta espècie té coloració vermella i negra amb obreres de 7 mm de llargada.

## Història natural
Una colònia de F. sanguinea pot viure ja sia com colònia lliure o com a paràsit social d'espècies del gènere Formica, més sovint Formica fusca i Formica rufibarbis.

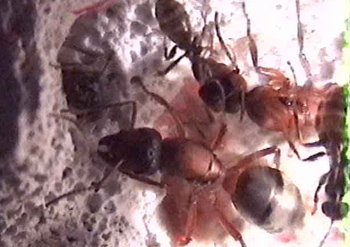
Amb F. fusca esclavitzades

F. sanguinea, poden fer esclaves quan són paràsites. Això fa que puguin ser organisme model per estudia els orígens de l'esclavització.

## Defenses químiques
F. sanguinea usa àcid fòrmic i altres substàncies de la glàndula de Dufour com a defensa química. Les substàncies de la glàndula de Durfour contenen hidrocarburs com hendecà i també acetats com decilacetat i dodecilacetat.